# 가로돌기가시근육
횡돌기극근(Transversospinalis muscles,Transversospinales) 또는 가로돌기가시근육 또는 가로가시근육은 인체의 세로축을 이루는 척주(등골,BackBone) 및 척추뼈고리와 관련하여 반가시근(semispinalis), 뭇갈래근(multifidus) 및 돌림근(rotatores) 등의 근육들을 아울러 가리키는 통칭이다. 이들 근육은 각각의 척추뼈들에 있어서 가로돌기 및 가시돌기 등 척추뼈고리들을 통해 서로 연결된다.
따라서 가로돌기가시근육은 인간의 등 근육의 그룹 중 하나이다. 그들의 결합된 작용은 척추의 기립, 확장, 회전 등이다. 이들 근육은 척추에 국한되어 있어 운동에 기여하는 역학적 작용이 제한적이다고 여겨질 수 있으나 신체가 보다 확장된 근육활동을 시작하기에 앞서 이들 근육들이 먼저 작동하기에 몸 전체의 근육들은 안전하게 결과적인 움직임을 이끌어 낼 수 있다. 이러한 가로돌기가시근육의 연계 운동은 확장된 근수축 및 신체활동에 매우 중요한 메커니즘이다.
예를 들어 척추 뭇갈래근의 수축은 허리와 척추를 보호하고 지탱함으로써 이후 팔, 다리의 등척성 운동이나 등장성 운동이 안정적으로 이루어질 수 있도록 근간이 되어 이를 지지한다.
힌편 척추기립근은 가로돌기가시근육과 골반기저근을 지지한다.

## 종류
|                                                     |                  |                        |
| 반극근(반가시근)-머리반가시근,목반가시근,등반가시근 | 다열근(뭇갈래근) | 회선근 (회전근,돌림근) |

|                                |                                  |
| 횡돌기간근(intertransversarii) | 가시사이근(극간근,interspinales) |

## 같이 보기
- 척추뼈고리
- 인체 뼈 목록
- 협응